# Theseus

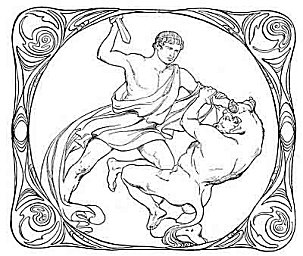
Theseus en de Minotaurus

Theseus (Oudgrieks: Θησεύς) is een figuur uit de Griekse mythologie. Hij was de held van Athene en Attica. Zijn bekendste daad was het doden van de Minotaurus, half mens, half stier, op Kreta.
Hiernaast speelt Theseus ook een rol in de romantische komedie Een midzomernachtsdroom van William Shakespeare. De nacht van de beschreven droom is ook de nacht van het huwelijk van hertog Theseus met de amazonekoningin Hippolyte.

## Theseus in de Griekse mythologie

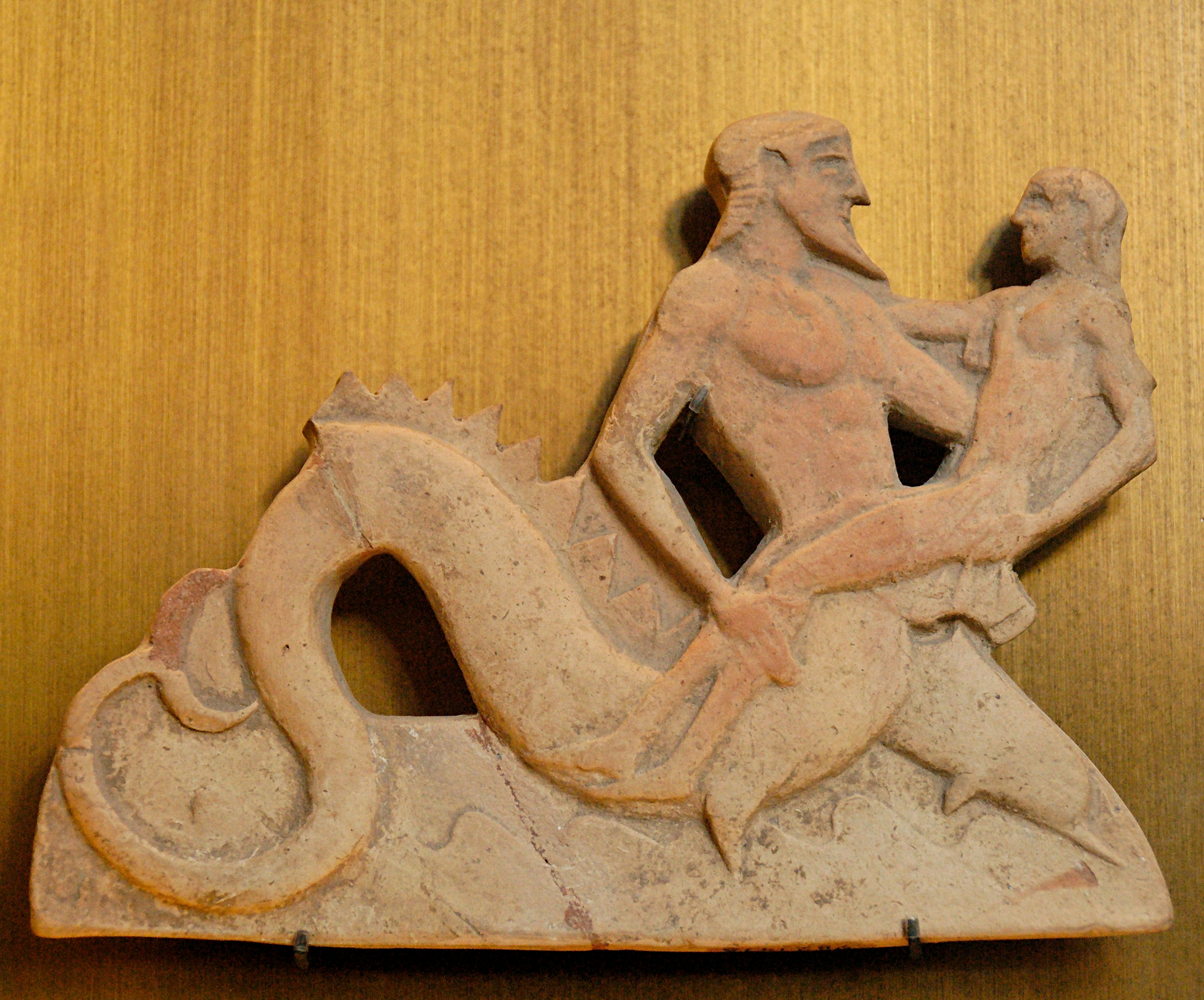
Triton en Theseus (Louvre)

Theseus groeide op in Troizen, aan de oostkust van Peloponnesos. Zijn moeder Aethra wist niet wie zijn vader was. Ze had negen maanden eerder geslapen met Poseidon, de god van de zee, en met Aigeus, de koning van Athene. Deze zei tegen Aethra dat ze, mocht ze een zoon krijgen, hem goed moest opvoeden tot een sterk man. Aigeus zou zijn zwaard en sandalen onder een steen leggen en als Theseus sterk genoeg was om de steen op te kunnen tillen, moest hij naar Athene komen.
Toen Theseus achttien werd kon hij de steen optillen en ging hij naar Athene. Op zijn weg kwam hij allerlei rovers tegen. De eerste schurk heette Skiron. Hij woonde vlak bij zee. Hij dwong reizigers op het randje van een rots te gaan zitten en zijn voeten te wassen. Daarna trapte hij ze ervan af en werden de slachtoffers opgegeten door de reuzenschildpad die onder de rots woonde. De tweede schurk heette Procrustes. Hij bood reizigers een overnachtingsplek aan, namelijk zijn eigen bed. Als de gast langer was dan het bed hakte Procrustes het uitstekende deel af. Was de gast korter dan het bed dan werd hij uitgerekt. De laatste heette Sinis. Deze boog met zijn geweldige kracht twee reusachtige pijnbomen om en bond daaraan een passerende reiziger vast. Daarna liet hij de bomen los en werd het slachtoffer uit elkaar gerukt. Theseus liet de schurken hetzelfde lot ondergaan als hun slachtoffers: Sinis werd uit elkaar gerukt, Skiron opgegeten door de schildpad en Procrustes rekte hij net zo lang uit tot hij stierf.
Ondertussen was Aigeus getrouwd met Medea, een zieneres, en had een zoon gekregen die Medos heette. Toen Medea Theseus zag wist ze dat Theseus de troonopvolger zou worden in plaats van haar zoon Medos, als ze niet snel iets deed. Ze besloot hem een test te laten doen: Theseus moest de stier van Marathon doden. Dit lukte Theseus echter en toen hij terugkwam besloot Medea hem tijdens het feestmaal te vermoorden door hem gif te laten drinken. Voordat Theseus dronk sneed hij eerst het vlees met het zwaard van zijn vader. Toen Aigeus dit zag viel bij hem het kwartje. Hij sloeg de beker uit de hand van Theseus, die net wilde gaan drinken.

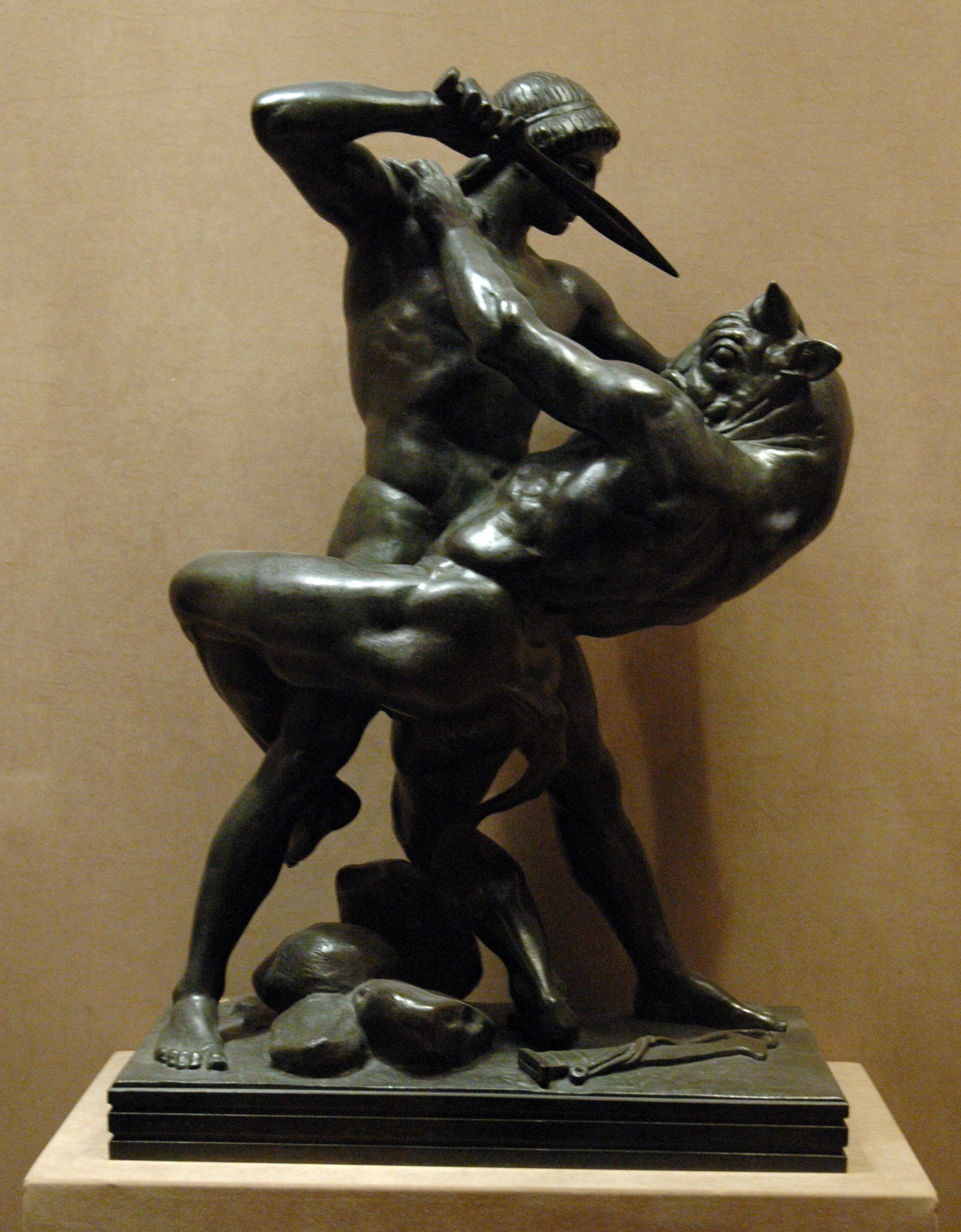
Theseus vecht met de Minotaurus

Aigeus had echter nog één probleem. Koning Minos van Kreta dreigde met oorlog met Athene. Die kon alleen voorkomen worden zolang Athene elke negen jaar veertien jongeren, zeven jongens en zeven meisjes, liet overvaren als voedsel voor de Minotaurus. Theseus was een van de veertien die de reis maakten. Zijn doel was om de Minotaurus te doden en de levens van de andere Atheense jongeren te redden. Hij werd op Kreta verliefd op Ariadne, de dochter van koning Minos. Ariadne wilde hem helpen en gaf hem de draad van Ariadne en een zwaard. Theseus doodde de Minotaurus en kon ontsnappen uit het labyrint.
Theseus nam Ariadne mee op de boot en samen met de andere Atheense jongens en meisjes voeren ze richting Athene. Ze stopten op het eiland Naxos en dansten daar een dans. Op de zevende dag beloofde Theseus alles aan Ariadne wat een getrouwde man en vrouw aan elkaar beloven. De volgende dag ging Theseus in alle vroegte weg en liet Ariadne achter. Ariadne werd later door Dionysos meegenomen. Dit is de meest gangbare versie van het verhaal, verteld door schrijvers als Ovidius en Catullus. Een andere versie, bijvoorbeeld in de Bibliotheca, luidt dat Dionysus Ariadne voor zich had opgeëist na de aankomst op Naxos en Theseus haar moest afstaan.
Theseus hoorde nog wel het roepen van Ariadne en werd vervloekt. Hierdoor vergat hij het witte zeil te hijsen. Theseus had namelijk vóór zijn reis met zijn vader afgesproken dat hij - als hij het had overleefd - met een wit zeil terug zou komen. Nu voer hij met een zwart zeil. Toen Aigeus het schip met het zwarte zeil zag, dacht hij dat Theseus gestorven was. Hij liet zich in de zee vallen waarna hij overleed. Theseus werd daardoor koning van Athene. De zee waar Aigeus in viel heet sindsdien de Egeïsche Zee.
Verder nam Theseus volgens een weinig gebruikelijke versie van het verhaal, namelijk in de Bibliotheca, deel aan de Argonautentocht. Ook zou hij meegedaan hebben aan de Calydonische jacht. Verder hielp hij Herakles met de tocht om de gordel van de Amazonen in bezit te krijgen, aldus Philochoros en andere schrijvers die door Plutarchos  worden aangehaald.
Later ging hij terug naar de Amazonen en schaakte hun koningin Antiope. Zij was de zus van Hippolyte, die door Herakles was vermoord. Antiope baarde Theseus een zoon die zij naar haar overleden zus Hippolytos noemde.
Ook hielp hij zijn goede vriend Pirithoüs tegen een Centaur en schaakte met hem Helena. Toen zij ook nog Persephone wilden schaken, werd Hades kwaad en liet hen via een list plaatsnemen in de 'Zetel van de Vergetelheid', die zich in hun lichaam drong en hen belette overeind te komen.
Herakles redde Theseus, maar Lycomedes had er al voor gezorgd dat hij koning werd. Theseus trok toen naar het eiland Skyros. De koning verwelkomde hem vriendelijk en nodigde hem uit voor een wandeling. Tijdens die wandeling duwde hij Theseus van een rots in zee. Theseus verdronk in de zee van Poseidon. Mocht Poseidon zijn vader zijn, dan had hij hem in elk geval niet gered.

## Moderne Literatuur
De jeugdtrilogie De Hongerspelen van Suzanne Collins is onder andere geïnspireerd op de Theseus-mythe. In dit verhaal moeten de twaalf aan het Capitool onderworpen districten ieder jaar 24 jongeren leveren die in een Big-Brother-achtige omgeving een strijd op leven en dood voeren.
Ook de jeugdtrilogie The Maze Runner is geïnspireerd op de mythe. Hierbij worden jongens ontvoerd en moeten ze door een labyrint gaan.